# Pistolet maszynowy Gevarm
Gevarm – francuski pistolet maszynowy skonstruowany po II wojnie światowej.

## Opis
Gevarm był bronią samoczynną. Zasada działania oparta na odrzucie zamka swobodnego.
Model 66 był bronią zasilaną przy pomocy magazynków pudełkowych. Magazynki pudełkowe, dwurzędowe o pojemności 32 naboi.
Lufa gwintowana, zakończona podstawą muszki.
Kolba składana, wysuwana. Przyrządy celownicze mechaniczne.